# Emil Feer

Emil Feer, 1914

Emil Feer (* 5. März 1864 in Aarau; † 21. Oktober 1955 in Zürich) war ein Schweizer Kinderarzt.

## Leben
Emil Feer wurde als Sohn eines Seidenfabrikanten geboren. Er heiratete 1891 Rosa Louise Sulzer von Winterthur.
Feer studierte in München, Heidelberg und Basel Medizin. 1889 absolvierte er das Staatsexamen, 1890 wurde er promoviert. 1891 eröffnete er in Basel die erste ausschließlich auf Pädiatrie spezialisierte Praxis. 1894 habilitierte er sich dort. 1907 erhielt er einen Ruf als außerordentlicher Professor und Direktor der Kinderklinik («Luisenheilanstalt») nach Heidelberg. 1911 wechselte er nach Zürich, wo er bis 1929 den Lehrstuhl für Kinderheilkunde und das Direktorium des Kinderspitals innehatte. Sein Nachfolger als Direktor der Heidelberger Kinderklinik wurde Ernst Moro. Im Jahr 1933 wurde Emil Feer Mitglied der Leopoldina.
Feer beschrieb 1931 den schon zuvor von anderen beobachteten Symptomenkomplex der infantilen Akrodynie („vegetative Neurose des Kleinkinds“), der von da an als Feersche Krankheit bezeichnet wurde.
Sein Lehrbuch für Kinderheilkunde wurde ein Klassiker und erschien zwischen 1911 und 1942 in vierzehn Auflagen und in verschiedenen Sprachen, seine Diagnostik der Kinderkrankheiten zwischen 1921 und 1951 in sechs Auflagen.

## Veröffentlichungen (Auswahl)
- Lehrbuch der Kinderheilkunde.  Gustav Fischer, Jena 1911.
- Diagnostik der Kinderkrankheiten. J. Springer, Berlin 1921.